# 적갈색애주름버섯곰팡이
적갈색애주름버섯곰팡이는 집합균류에 속하는 균이다. 단순한 구조로 갈색 또는 황갈색으로 접합 포자를 품는 가시 모양의 균사 있는 직립 포자낭( 포자낭을 품는 특수 균사)을 특징으로 하고있는 털곰팡이다. 그것은 M.를 포함하여 애주름버섯속의 여러 종을 포함하여 버섯에 기생하는 곰팡이로 자란다. 헤마토푸스, M. 푸라, M. 후두통, M. leptocephala 및 C. 와 같은 다양한 Collybia 종. 알칼리비렌스, 씨. 루티폴리아, 씨. 드라이오필라, 씨. 부티라시아 . 광대버섯속, 밀버섯속, Hygrophorus의 agaric으로도 분류되어 있다.